# Gunnar Aagaard Andersen

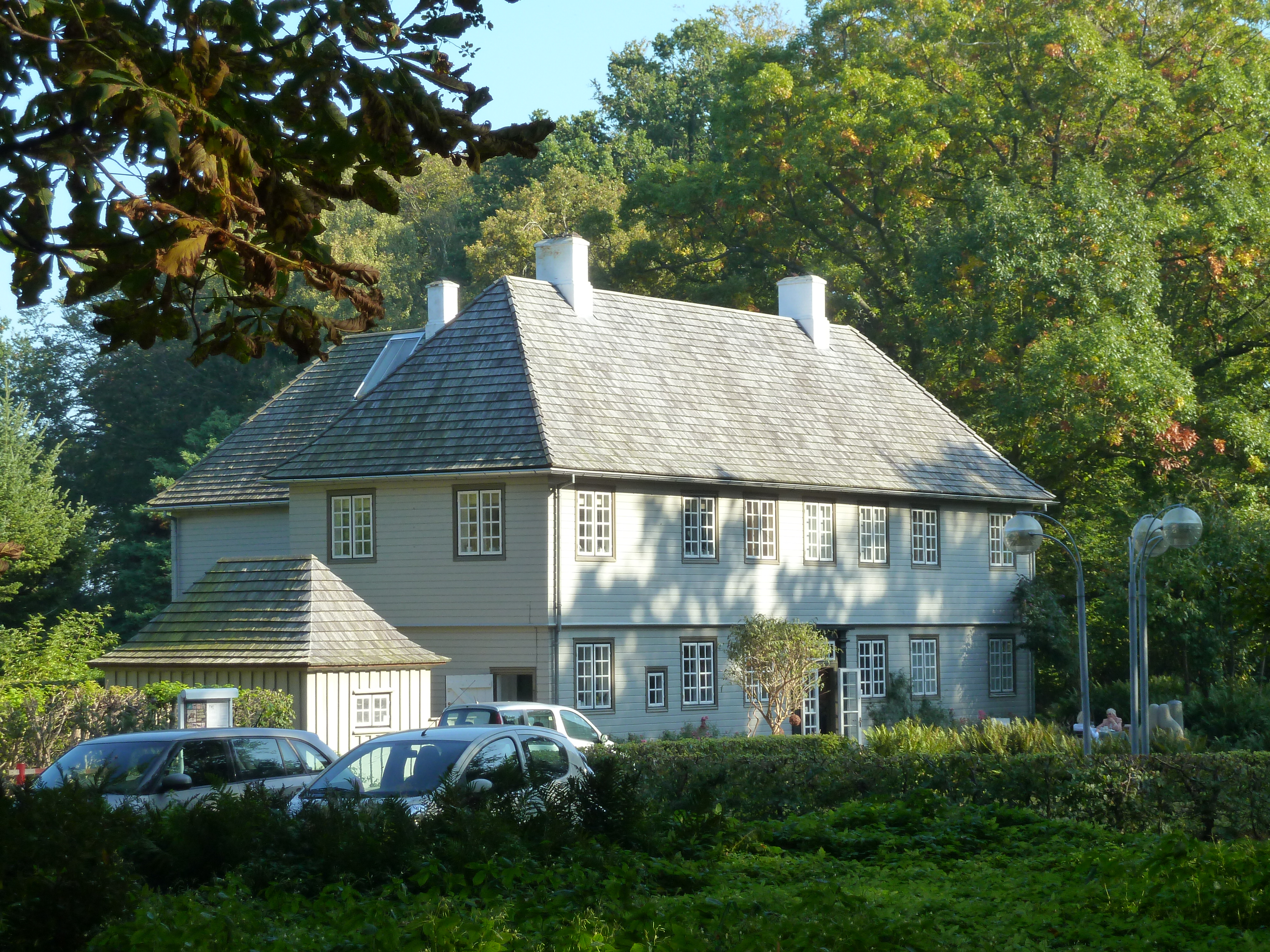
Munkeruphus.

Gunnar Aagaard Andersen, född 14 juli 1919 i Ordrup, död 29 juni 1982 i Munkerup, var en dansk arkitekt, målare, skulptör och formgivare.
Gunnar Aagaard Andersen var son till optikern Theodor Oscar Andersen och Inger Cecilie Spöhr. Han utbildade sig på Kunsthåndværkerskolen 1936–1939, i etsning på Kungliga Konsthögskolan i Stockholm för Emil Johanson-Thor 1939 samt på grafikskolan på Kunstakademiet i Köpenhamn 1940–1946 för Aksel Jørgensen och Gunnar Biilmann Petersen. Därefter bodde han i Paris 1946–1951 och blev 1948 medlem i den danska konstnärsgruppen Linien II.
Aagaard Andersen arbetade med en mängd olika konstnärliga tekniker och bildmässiga uttrycksformer, som scenografi, möbelformgivning, tapeter, mattor samt textilier, bland annat för Unika Væv i Köpenhamn 1953–1965. Han var professor på Kunstakademiet 1972–1982.
Hans Polyetherstolen från 1964 är inkluderad i Danmarks kulturkanon under Design och konsthantverk. Han fick Eckersbergmedaljen 1977 och Thorvaldsenmedaljen 1980. Han var gift med skulptören Grete Tatjana Borgbjerg.

## Offentliga verk i urval
- Interferenser, skulptur i stål, 1972, på Fredericia Bangård
- Skulptur  koppar samt reliefer  marmor, 1982-83, Odense Konserthus